# 藤津ケーブルビジョン
藤津ケーブルビジョン株式会社（ふじつケーブルビジョン、英: Fujitsu Cable Vision Inc.）は、佐賀県嬉野市塩田町に本社があるケーブルテレビ局である。佐賀デジタルネットワーク社設立に加わり、デジタル放送は同社から配信を受けている。

## サービスエリア
全て佐賀県。
- 嬉野市（旧塩田町）
  - 嬉野市のうち旧嬉野町ではテレビ九州（テレビうれしの）がサービスを行っている。
- 藤津郡太良町
- 小城市（旧小城町）
  - 小城市のうち旧芦刈町、旧三日月町、旧牛津町、旧小城町の一部では佐賀シティビジョンがサービスを行っている。

## 主な放送チャンネル

### テレビ局
| デジタル | 放送局               | 内容分類               | 備考 |
| -------- | -------------------- | ---------------------- | ---- |
| 011(1)   | NHK佐賀総合          | 地上波再送信           |      |
| 021(2)   | NHK佐賀Eテレ         | 地上波再送信           |      |
| 031(3)   | サガテレビ           | 地上波再送信           |      |
| 041(4)   | RKB毎日放送          | 地上波再送信           |      |
| 051(5)   | 福岡放送             | 地上波再送信           |      |
| 011(6)   | 九州朝日放送         | 地上波再送信           |      |
| 071(7)   | TVQ九州放送          | 地上波再送信           |      |
| 081(8)   | テレビ西日本         | 地上波再送信           |      |
| 111(11)  | はがくれテレビ1      | 自主制作・地域情報     |      |
| 121(12)  | はがくれテレビ2      | 自主制作・地域情報     |      |
| 101      | NHK BS               | BS衛星波再送信         |      |
| 141-143  | BS日テレ             | BS衛星波再送信         |      |
| 151-153  | BS朝日               | BS衛星波再送信         |      |
| 161-163  | BS-TBS               | BS衛星波再送信         |      |
| 171-173  | BSテレ東             | BS衛星波再送信         |      |
| 181-183  | BSフジ               | BS衛星波再送信         |      |
| 191-193  | WOWOW                | 別途個別有料契約が必要 |      |
| 200      | BS10                 | 別途個別有料契約が必要 |      |
| 201      | BS10スターチャンネル |                        |      |
| 211      | BS11                 |                        |      |
| 222      | BS12 トゥエルビ      |                        |      |

デジタル放送はスカパー!を使用している。